# The Promise (álbum de Il Divo)
The Promise (La Promesa en español) publicado en el 2008, es el cuarto álbum de estudio de Il Divo, grupo musical internacional que interpreta temas de crossover clásico.  
 El grupo está comprendido por un cuarteto vocal de cantantes masculinos: el tenor suizo Urs Bühler, el barítono español Carlos Marín, el tenor estadounidense David Miller y el cantante pop francés Sébastien Izambard.
El álbum «The Promise» batió el récord estadounidense de ventas en la primera semana tras su publicación. Alcanzó el número 1 en el Reino Unido el 16 de noviembre de 2008.

## Lanzamiento
El álbum fue publicado en el mercado el 10 de noviembre de 2008 en Europa. En Estados Unidos y Canadá salió a la venta el 18 de noviembre, y en Japón que se lanzó el 26 de noviembre. Previamente, el álbum fue promocionado mundialmente desde el 10 de septiembre de 2008.
El acto de presentación del álbum fue celebrado en el Museo Nacional de Arte de Cataluña el 30 de octubre en la Sala Oval del 'MNAC', dónde Il Divo interpretó al final de la cena cinco canciones del nuevo álbum («The power of love», «The winner takes it all», «Hallelujah», «Amazing Grace» y «Adagio») acompañados por una orquesta de 50 músicos.

## Grabación
El álbum producido por Steve Mac se grabó entre Bruselas, Londres y Praga en los estudios:
- ICP Recording Studios en Bruselas, Bélgica.[1]
- Rokstone Studios, de Londres, Inglaterra.[1]
- Angell Studios, Londres, Inglaterra[1]
- The Gallery, de Praga, en Chequia.[1]

## Temas
El álbum consta de once temas: «La Fuerza Mayor - The Power of Love» de Frankie Goes To Hollywood; «La Promessa»; «Adagio» de Albinoni; «Hallelujah» de Leonard Cohen; «L'Alba Del Mondo»; «Enamorado»; «Angelina»; «Va Todo Al Ganador (The Winner Takes It All)» de Abba; «La Luna»; «She» de Charles Aznavour y «Amazing Grace». 
L'Alba Del Mondo, adaptación italiana de la canción I Knew I Loved You, la famosa canción basada en la original Deborah's Theme de Ennio Morricone, de la banda sonora de la película Once Upon A Time In America (Érase una vez en América).
Para Estados Unidos y Japón se publicó el bonus track de «Por Ti Vuelvo A Nacer (With You I'm Born Again)» y de «Se Que Puedo Volar - I Believe I Can Fly»

### Sencillos
- La Fuerza Mayor - The Power of Love
- Va Todo Al Ganador - The Winner Takes It All
- Adagio

### Lista de temas
| The Promise |                                                                 |                                                                         |          |  |
| N.º         | Título                                                          | Escritor(es)                                                            | Duración |  |
| 1.          | «La fuerza mayor» (The Power of Love)                           | Holly Johnson, Peter Gill                                               | 5:01     |  |
| 2.          | «La Promessa»                                                   | Jörgen Elofsson, Jorgen Kjell, Francesco Galtieri                       | 4:28     |  |
| 3.          | «Adagio»                                                        | Tomaso Albinoni, Lara Fabián                                            | 4:37     |  |
| 4.          | «Hallelujah»                                                    | Leonard Cohen                                                           | 3:21     |  |
| 5.          | «L'Alba Del Mondo»                                              | Ennio Morricone, Alan Bergman                                           | 4:47     |  |
| 6.          | «Enamorado»                                                     | Andreas Romdhane y Josef Larossi, Armando Manzanero, John Robinson Reid | 3:15     |  |
| 7.          | «Angelina»                                                      | Carlos Andrés Alcaraz Gómez, Gordeno, Andreas Romdhane y Josef Larossi  | 4:32     |  |
| 8.          | «Va todo al ganador» (The Winner Takes It All)                  | Benny Andersson, Björn Ulvaeus                                          | 3:48     |  |
| 9.          | «La Luna»                                                       | Hawid, Marinangeli, Andreas Romdhane y Josef Larossi                    | 3:51     |  |
| 10.         | «She»                                                           | Charles Aznavour, Herbert Kretzmer                                      | 2:51     |  |
| 11.         | «Amazing Grace»                                                 | John Newton                                                             | 4:30     |  |
| 12.         | «Por ti vuelvo a nacer» (With You I'm Born Again - Bonus track) | Carol Connors, David Condado                                            | 3:39     |  |
| 13.         | «Se que puedo volar» (I Believe I Can Fly - Bonus track)        | R. Kelly                                                                | 5:14     |  |
| 45:01       |                                                                 |                                                                         |          |  |

## Edición especial
Se publicó una edición especial del álbum con CD+DVD titulado «The Promise - Luxury Edition». Edición que incluye el CD más un DVD con canciones y entrevistas al grupo.
- CD Setlist (en orden)

1. The power of love (La fuerza mayor).
2. La promesa.
3. Adagio.
4. Hallelujah (Aleluya).
5. L’alba del mondo.
6. Enamorado.
7. Angelina.
8. The Winner Takes It All (Va todo al ganador).
9. La luna.
10. She.
11. Amazing Grace.

- DVD Setlist (en orden)

1. Amazing Grace (en el Coliseum).
2. Hallelujah (en el Coliseum).
3. The Power of Love (en el Coliseum).
4. The Winner Takes It All (en el Coliseum).
5. Adagio (en el Coliseum).
6. Entrevista con Il Divo. The promise

## Personal

### Il Divo
- Carlos Marín
- Sébastien Izambard
- David Miller
- Urs Bühler

### Adicional
- Niall John: Grabación
- Fredrik Andersson: Ingeniero
- L. Angelosanti: Autor
- Dave Arch: Piano, Adaptación orquestal
- John Baker: Copias
- Standa Baroch: Ingeniero asistente
- Chris Barrett: Asistente
- Haydn Bendall: Grabación
- Markus Bergkvist: Ingeniero
- Alan Bergman: Autor
- Marilyn Bergman: Autor
- Tomas Brauner: Conductor
- John Buckley: Strings, Asistente técnico
- Urs Buhler: Arreglos
- Phil Delire: Ingeniero asistente
- Michel Dierickx: Ingeniero asistente
- Il Divo Vocal: Ensamblado
- Geoff Foster: Grabación
- Francesco Galtieri: Autor
- Remo Giazotti: Arreglos
- Remo Giazotto: Arreglos
- Peter Gill: Arreglos
- Alcaraz Gomez: Autor
- Kinnda Hamid: Autor
- David Krueger: Producción
- Nicki LAmy: Coordinación
- Richard Lancaster: Asistente
- Josef Larossi: Autor
- Chris Laws: Tambores, Ingeniero, Edición Digital
- Jeremy Lubbock: Arreglos
- Steve Mac: Órgano, Piano, Arreglos, Teclados, Producción
- Per Magnusson: Sintetizador, Piano, Arreglos, Producción
- Armando Manzanero: Autor
- Carlos Marin: Arreglos
- Marco Marinangeli: Autor
- Vlado Meller: Mastering
- David Miller & the Castle Arms: Arreglos
- Jeremy Murphy: Asistente
- Brian Nash: Arreglos
- Mark O'Toole: Arreglos
- John Parricelli: Guitarra
- Steve Pearce: Bajo
- Rudy Pérez: Arranger, Adaptation
- Daniel Pursey: Ingeniero, Asistente
- Christian Ramon: Ingeniero asistente
- John Reid: Autor
- Frank Ricotti: Percusión
- Peter Rudge: Representación
- Ren Swan: Mezclas, Grabación
- Charlotte Trinder: Strings, Asistenre Técnico